# Lijst van Valencianen
Dit is een chronologische lijst van Valencianen. Het betreft personen die in de Spaanse stad Valencia, de hoofdstad van de gelijknamige provincie zijn geboren.

## Geboren in Valencia

### Voor 1800
- Damián Forment (1480-1540), beeldhouwer van retabels (renaissance)
- Juan Luis Vives (1492 of 1493-1540), geleerde (humanisme) die vrijwel zijn hele actieve leven in de Nederlanden woonde

### 1800–1899

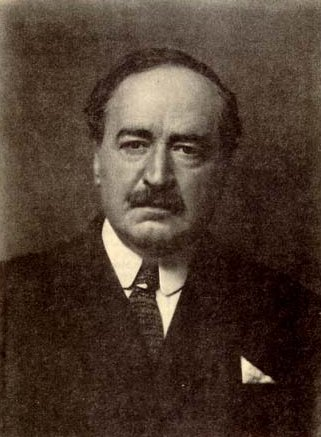
Schrijver Vicente Blasco Ibáñez (1867-1928)

- Salvador Giner y Vidal (1832-1911), componist en muziekpedagoog
- Mariano Benlliure (1862-1947), beeldhouwer
- Joaquín Sorolla y Bastida (1863-1923), kunstschilder
- Enrique Simonet (1866-1927), kunstschilder
- Vicente Blasco Ibáñez (1867-1928), schrijver, journalist en politicus
- Francisco Cuesta Gómez (1890-1921), componist

### 1900–1959
- Concha Piquer (1908-1990), zangeres en actrice
- Luis Berlanga (1921-2010), cineast
- Andreu Alfaro (1929-2012), beeldhouwer en kunstenaar
- Santiago Calatrava (1951), architect

### 1960–1969
- Fran Escribá (1965), voetbaltrainer
- Ferrer Ferrán (1966), componist, muziekpedagoog, dirigent, pianist en slagwerker
- Almudena Muñoz (1968), judoka
- Juan Carlos Garrido (1969), voetbaltrainer

### 1970–1979
- José Francisco Molina (1970), voetbaldoelman
- Miguel Gálvez-Taroncher (1974), componist
- Javi Navarro (1974), voetballer
- David Albelda (1977), voetballer
- Antonio Mateu Lahoz (1977), voetbalscheidsrechter

### 1980–1989
- Vicente Rodríguez (1981), voetballer
- Mercedes Peris (1985), zwemster
- Roberto Soldado (1985), voetballer
- Daniel Gimeno Traver (1985), tennisser
- José Enrique (1986), voetballer
- Jaume Costa (1988), voetballer
- Héctor Rodas (1988), voetballer

### 1990–1999
- Carles Gil (1992), voetballer
- Rubén García (1993), voetballer
- Robert Ibáñez (1993), voetballer

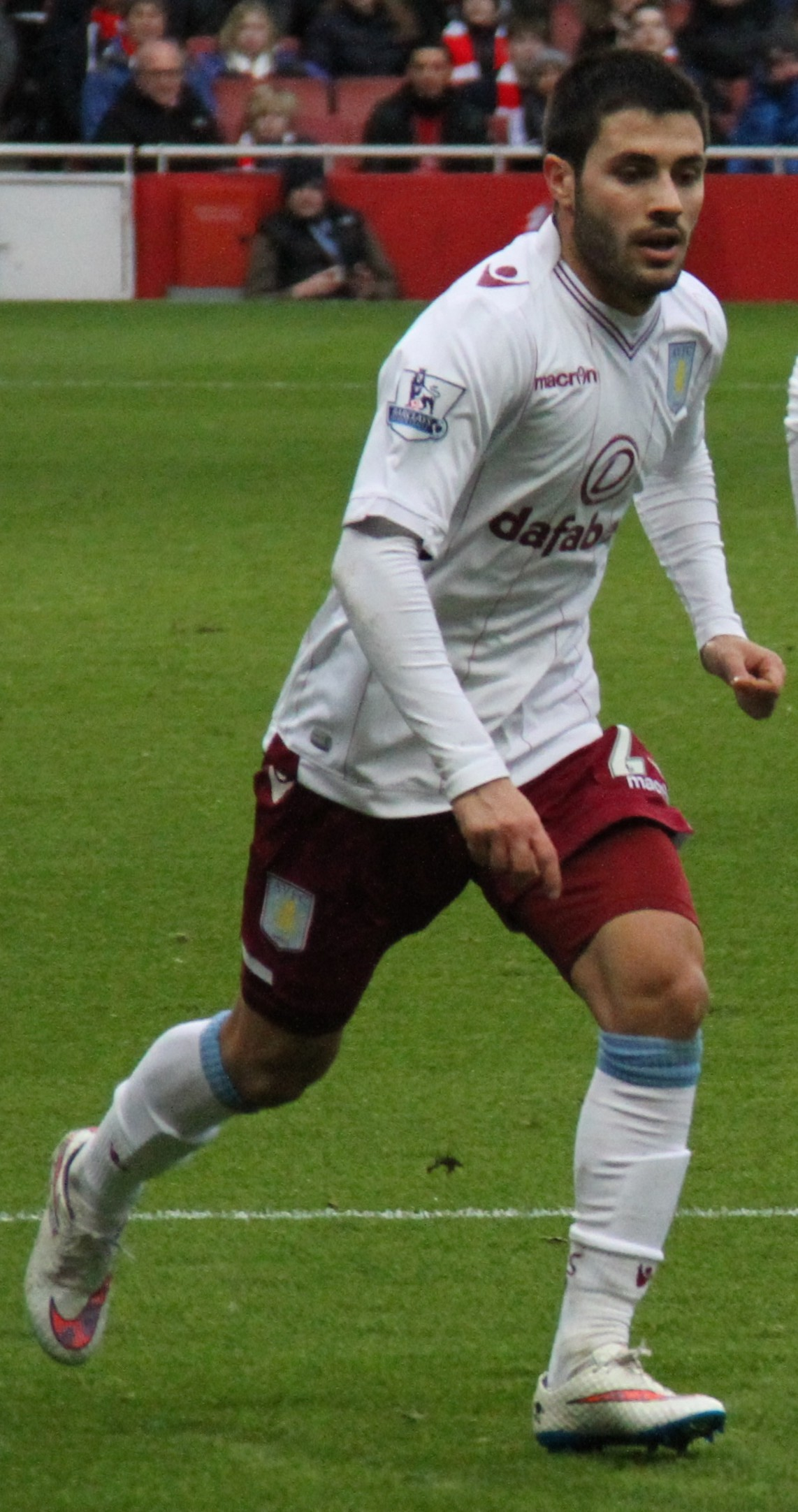
Voetballer Carles Gil (1992)

- Iván López Mendoza (1993), voetballer
- Tropi (1995), voetballer
- Nacho Gil (1995), voetballer
- Pedro Chirivella (1997), voetballer
- Fran Villalba (1998), voetballer

### Vanaf 2000
- Chema Andrés (2005), voetballer